# Copa Internacional Escolar Mujeres 2015
La Décima Copa Internacional Escolar de Mujeres 2015 es una copa donde jóvenes mujeres de entre 12 y 14 años de edad juegan con sus respectivos colegios, los cuales quedaron campeones según su continente, se viene celebrando en Tokio , Japón. Será realizado del 4 al 12 de enero de 2015 por la Federación Internacional de Voleibol (FIVB). Es la primera edición con 24 participantes.

## Clasificaciones
| Confederación | Torneo eliminatorio                                  | Vacantes | Equipo |
| ------------- | ---------------------------------------------------- | -------- | --- |
| FIVB          | Sede                                                 | 1        | Japón1 |
| AVC           | Campeonato Asiático Escolar de Voleibol Femenino     | 3        | China República de China Corea del Sur |
| CAVB          | Campeonato Africano Escolar de Voleibol Femenino     | 4        | Kenia Túnez Argelia Somalia |
| CEV           | Campeonato Europeo Escolar de Voleibol Femenino      | 13       | Rusia · Italia · Grecia · Turquía · Polonia · Israel · Bélgica · Bulgaria · Inglaterra · Bosnia y Herzegovina · Eslovenia · Alemania · Ucrania |
| CSV           | Campeonato Sudamericano Escolar de Voleibol Femenino | 5        | Perú · Brasil · Chile · Argentina · Colombia                                                                                                   |
| NORCECA       | Campeonato NORCECA Escolar de vóley Femenino         | 5        | Estados Unidos · Canadá · México · Puerto Rico · Haití                                                                                         |
| Usa 2014      | Copa Internacional Escolar de Mujeres                | 1        | Países Bajos2 |

- 1Clasificado directamente como el país anfitrión.
- 2Último cupo.

## Primera Ronda

### Grupo A
| Pos | Equipo               | PJ | PG | PP | SF | SC | DS | PTS |
| --- | -------------------- | -- | -- | -- | -- | -- | -- | --- |
| 1   | Bosnia y Herzegovina | 3  | 3  | 0  | 6  | 0  | 0  | 6   |
| 2   | Grecia               | 3  | 2  | 1  | 4  | 3  | 0  | 4   |
| 3   | Túnez                | 3  | 1  | 2  | 3  | 4  | 0  | 2   |
| 4   | Kenia                | 3  | 0  | 3  | 0  | 6  | 0  | 0   |

| Fecha    | Encuentro¹                    | Resultado | Set     | Set    | Set    | Puntuación total |
| Fecha    | Encuentro¹                    | Resultado | 1       | 2      | 3      | Puntuación total |
| -------- | ----------------------------- | --------- | ------- | ------ | ------ | ---------------- |
| 17-06-14 | Grecia - Túnez                | 2-1       | 25–20   | 24– 26 | 15– 11 | 64-57            |
| 17-06-14 | Bosnia y Herzegovina - Kenia  | 2-0       | 25-16   | 25–20  | –      | 50-36            |
| 18-06-14 | Grecia - Kenia                | 2-0       | 25 –12  | 25–15  | –      | 50-27            |
| 18-06-14 | Bosnia y Herzegovina - Túnez  | 2-0       | 25–10   | 25– 09 | –      | 50-19            |
| 19-06-14 | Bosnia y Herzegovina - Grecia | 2-0       | 25-23   | 25 –23 | –      | 50-46            |
| 19-06-14 | Kenia - Túnez                 | 0-2       | 24 – 26 | 23– 25 | –      | 47-51            |

### Grupo B
| Pos | Equipo       | PJ | PG | PP | SF | SC | DS | PTS |
| --- | ------------ | -- | -- | -- | -- | -- | -- | --- |
| 1   | Países Bajos | 3  | 3  | 0  | 6  | 0  | 0  | 6'' |
| 2   | Japón        | 3  | 2  | 1  | 4  | 2  | 0  | 4   |
| 3   | Brasil       | 3  | 1  | 2  | 2  | 4  | 4  | 2   |
| 4   | Puerto Rico  | 3  | 0  | 3  | 0  | 6  | 0  | '0  |

| Fecha    | Encuentro¹                 | Resultado | Set    | Set    | Set | Puntuación total |
| Fecha    | Encuentro¹                 | Resultado | 1      | 2      | 3   | Puntuación total |
| -------- | -------------------------- | --------- | ------ | ------ | --- | ---------------- |
| 17-06-14 | Japón - Brasil             | 2-0       | 25– 11 | 25–20  | –   | 50-31            |
| 17-06-14 | Países Bajos - Puerto Rico | 2-0       | 25-06  | 25–11  | –   | 50-17            |
| 18-06-14 | Japón - Puerto Rico        | 2-0       | 25 –18 | 25– 20 | –   | 50-38            |
| 18-06-14 | Países Bajos - Brasil      | 2-0       | 25– 20 | 25 –23 | –   | 50-43            |
| 19-06-14 | Países Bajos - Japón       | 2-0       | 25-20  | 25 –15 | –   | 50-35            |
| 19-06-14 | Brasil - Puerto Rico       | 2-0       | 25–16  | 25–23  | –   | 50-39            |

### Grupo C
| Pos | Equipo        | PJ | PG | PP | SF | SC | DS | PTS |
| --- | ------------- | -- | -- | -- | -- | -- | -- | --- |
| 1   | Inglaterra    | 2  | 2  | 0  | 4  | 1  | 0  | 4   |
| 2   | Bélgica       | 2  | 1  | 1  | 3  | 3  | 0  | 2   |
| 3   | Corea del Sur | 2  | 1  | 1  | 3  | 2  | 0  | 2   |
| 4   | Argelia       | 2  | 0  | 2  | 0  | 4  | 0  | 0'' |

| Fecha    | Encuentro¹                 | Resultado | Set    | Set    | Set    | Puntuación total |
| Fecha    | Encuentro¹                 | Resultado | 1      | 2      | 3      | Puntuación total |
| -------- | -------------------------- | --------- | ------ | ------ | ------ | ---------------- |
| 17-06-14 | Corea del Sur - Bélgica    | 1-2       | 25 –14 | 12 –25 | 13– 15 | 50-54            |
| 17-06-14 | Argelia - Inglaterra       | 0-2       | 20-25  | 20–25  | –      | 40-50            |
| 18-06-14 | Inglaterra - Bélgica       | 2-1       | 25 –14 | 12– 25 | 13–15  | 50-64            |
| 18-06-14 | Corea del Sur - Argelia    | 2-0       | 25–15  | 25-14  | –      | 50-29            |
| 19-06-14 | Argelia - Bélgica          | -         | -      | –      | –      | -                |
| 19-06-14 | Corea del Sur - Inglaterra | -         | –      | –      | –      | -                |

### Grupo D
| Pos | Equipo         | PJ | PG | PP | SF | SC | DS | PTS |
| --- | -------------- | -- | -- | -- | -- | -- | -- | --- |
| 1   | Estados Unidos | 2  | 2  | 0  | 4  | 0  | 0  | 4   |
| 2   | China          | 2  | 2  | 0  | 4  | 0  | 0  | 4'' |
| 3   | Chile          | 2  | 0  | 2  | 0  | 4  | 0  | 0   |
| 4   | Haití          | 2  | 0  | 2  | 0  | 4  | 0  | 0   |

| Fecha    | Encuentro¹             | Resultado | Set    | Set    | Set | Puntuación total |
| Fecha    | Encuentro¹             | Resultado | 1      | 2      | 3   | Puntuación total |
| -------- | ---------------------- | --------- | ------ | ------ | --- | ---------------- |
| 17-06-14 | China - Chile          | 2-0       | 25– 10 | 25–01  | –   | 50-11            |
| 17-06-14 | Estados Unidos - Haití | 2-0       | 25-12  | 25–23  | –   | 50-35            |
| 18-06-14 | Estados Unidos - Chile | 2-0       | 25–10  | 25–13  | –   | 50-23            |
| 18-06-14 | China - Haití          | 2-0       | 25 –05 | 25 –00 | –   | 50-05            |
| 19-06-14 | China - Estados Unidos | -         | -      | –      | –   | -                |
| 19-06-14 | Chile - Haití          | -         | –      | –      | –   | -                |

### Grupo E
| Pos | Equipo             | PJ | PG | PP | SF | SC | DS | PTS |
| --- | ------------------ | -- | -- | -- | -- | -- | -- | --- |
| 1   | Israel             | 2  | 2  | 0  | 4  | 0  |    | 4   |
| 2   | República de China | 2  | 2  | 0  | 4  | 0  |    | 4   |
| 3   | Alemania           | 2  | 0  | 2  | 0  | 4  |    | 0   |
| 4   | México             | 2  | 0  | 2  | 0  | 4  |    | 0   |

| Fecha    | Encuentro¹                    | Resultado | Set    | Set    | Set | Puntuación total |
| Fecha    | Encuentro¹                    | Resultado | 1      | 2      | 3   | Puntuación total |
| -------- | ----------------------------- | --------- | ------ | ------ | --- | ---------------- |
| 17-06-14 | México - Israel               | 0-2       | 12–25  | 24– 26 | –   | 36-51            |
| 17-06-14 | Alemania - República de China | 0-2       | 10-25  | 15–25  | –   | 25-50            |
| 18-06-14 | Alemania - Israel             | 0-2       | 16 –25 | 20–25  | –   | 36-50            |
| 18-06-14 | República de China - México   | 2-0       | 25–16  | 25 –17 | –   | 50-33            |
| 19-06-14 | República de China - Israel   | -         | -      | –      | –   | -                |
| 19-06-14 | Alemania - México             | -         | –      | –      | –   | -                |

### Grupo F
| Pos | Equipo    | PJ | PG | PP | SF | SC | DS | PTS |
| --- | --------- | -- | -- | -- | -- | -- | -- | --- |
| 1   | Turquía   | 2  | 2  | 0  | 4  | 0  |    | 4   |
| 2   | Argentina | 2  | 1  | 1  | 2  | 3  |    | 2   |
| 3   | Polonia   | 2  | 1  | 1  | 2  | 2  |    | 2   |
| 4   | Somalia   | 2  | 0  | 2  | 1  | 4  |    | 0'' |

| Fecha    | Encuentro¹          | Resultado | Set    | Set    | Set   | Puntuación total |
| Fecha    | Encuentro¹          | Resultado | 1      | 2      | 3     | Puntuación total |
| -------- | ------------------- | --------- | ------ | ------ | ----- | ---------------- |
| 17-06-14 | Polonia - Turquía   | 0-2       | 21 –25 | 23– 25 | –     | 44-50            |
| 17-06-14 | Somalia - Argentina | 1-2       | 25-16  | 10–25  | 11–15 | 46-56            |
| 18-06-14 | Polonia - Argentina | 2-0       | 25–20  | 25– 19 | –     | 50-39            |
| 18-06-14 | Turquía - Somalia   | 2-0       | 25–23  | 25– 22 | –     | 50-45            |
| 19-06-14 | Somalia - Polonia   | -         | -      | –      | –     | -                |
| 19-06-14 | Turquía - Argentina | -         | –      | –      | –     | -                |

### Grupo G
| Pos | Equipo   | PJ | PG | PP | SF | SC | DS | PTS |
| --- | -------- | -- | -- | -- | -- | -- | -- | --- |
| 1   | Rusia    | 2  | 2  | 0  | 4  | 0  |    | 4   |
| 2   | Ucrania  | 2  | 2  | 0  | 4  | 0  |    | 4   |
| 3   | Bulgaria | 2  | 0  | 2  | 0  | 4  |    | 0   |
| 4   | Colombia | 2  | 0  | 2  | 0  | 4  |    | 0   |

| Fecha    | Encuentro¹          | Resultado | Set    | Set    | Set | Puntuación total |
| Fecha    | Encuentro¹          | Resultado | 1      | 2      | 3   | Puntuación total |
| -------- | ------------------- | --------- | ------ | ------ | --- | ---------------- |
| 17-06-14 | Colombia - Rusia    | 0-2       | 10–25  | 16 –25 | –   | 26-50            |
| 17-06-14 | Ucrania - Bulgaria  | 2-0       | 25 -23 | 25–22  | –   | 50-45            |
| 18-06-14 | Rusia - Bulgaria    | 2-0       | 25–10  | 25 –15 | –   | 50-25            |
| 18-06-14 | Ucrania - Colombia  | 2-0       | 25–19  | 25– 20 | –   | 50-39            |
| 19-06-14 | Rusia - Ucrania     | -         | -      | –      | –   | -                |
| 19-06-14 | Bulgaria - Colombia | -         | –      | –      | –   | -                |

### Grupo H
| Pos | Equipo    | PJ | PG | PP | SF | SC | DS | PTS |
| --- | --------- | -- | -- | -- | -- | -- | -- | --- |
| 1   | Italia    | 2  | 2  | 0  | 4  | 0  |    | 4   |
| 2   | Perú      | 2  | 2  | 0  | 4  | 1  |    | 4'' |
| 3   | Eslovenia | 1  | 0  | 2  | 1  | 4  |    | 0   |
| 4   | Canadá    | 1  | 0  | 2  | 0  | 4  |    | 0   |

| Fecha    | Encuentro¹         | Resultado | Set    | Set     | Set   | Puntuación total |
| Fecha    | Encuentro¹         | Resultado | 1      | 2       | 3     | Puntuación total |
| -------- | ------------------ | --------- | ------ | ------- | ----- | ---------------- |
| 17-06-14 | Perú - Eslovenia   | 2-1       | 25–16  | 15–25   | 15–13 | 55-43            |
| 17-06-14 | Italia - Canadá    | 2-0       | 25-15  | 25–15   | –     | 50-30            |
| 18-06-14 | Perú - Canadá      | 2-0       | 25 –14 | 25 –15  | –     | 50-29            |
| 18-06-14 | Italia - Eslovenia | 2-0       | 25–12  | 25 – 13 | –     | 50-25            |
| 19-06-14 | Italia - Perú      | -         | -      | –       | –     | -                |
| 19-06-14 | Canadá - Eslovenia | -         | –      | –       | –     | -                |

## Fase Final

### 1° y 3° puesto
|  | Octavos de final     | Octavos de final |         |                      | Cuartos de final | Cuartos de final |  |                      | Semifinales | Semifinales |        |                      | Final        | Final    |  |
|  | 20-06-14             | 20-06-14         |         |                      | 21-06-14         | 21-06-14         |  |                      | 22-06-14    | 22-06-14    |        |                      | 23-06-14     | 23-06-14 |  |
|  |                      |                  |         |                      |                  |                  |  |                      |             |             |        |                      |              |          |  |
|  |                      |                  |         |                      |                  |                  |  |                      |             |             |        |                      |              |          |  |
|  | Bosnia y Herzegovina | 2                |         |                      |                  |                  |  |                      |             |             |        |                      |              |          |  |
|  | Bosnia y Herzegovina | 2                |         |                      |                  |                  |  |                      |             |             |        |                      |              |          |  |
|  | Japón                | 0                |         |                      |                  |                  |  |                      |             |             |        |                      |              |          |  |
|  | Japón                | 0                |         | Bosnia y Herzegovina | 2                |                  |  |                      |             |             |        |                      |              |          |  |
|  |                      |                  |         | Bosnia y Herzegovina | 2                |                  |  |                      |             |             |        |                      |              |          |  |
|  |                      |                  | China   | 1                    |                  |                  |  |                      |             |             |        |                      |              |          |  |
|  | Inglaterra           | 0                | China   | 1                    |                  |                  |  |                      |             |             |        |                      |              |          |  |
|  | Inglaterra           | 0                |         |                      |                  |                  |  |                      |             |             |        |                      |              |          |  |
|  | China                | 2                |         |                      |                  |                  |  |                      |             |             |        |                      |              |          |  |
|  | China                | 2                |         |                      |                  |                  |  | Bosnia y Herzegovina | 3           |             |        |                      |              |          |  |
|  |                      |                  |         |                      |                  |                  |  | Bosnia y Herzegovina | 3           |             |        |                      |              |          |  |
|  |                      |                  | Israel  | 2                    |                  |                  |  |                      |             |             |        |                      |              |          |  |
|  | Israel               | 2                | Israel  | 2                    |                  |                  |  |                      |             |             |        |                      |              |          |  |
|  | Israel               | 2                |         |                      |                  |                  |  |                      |             |             |        |                      |              |          |  |
|  | Polonia              | 1                |         |                      |                  |                  |  |                      |             |             |        |                      |              |          |  |
|  | Polonia              | 1                |         | Israel               | 2                |                  |  |                      |             |             |        |                      |              |          |  |
|  |                      |                  |         | Israel               | 2                |                  |  |                      |             |             |        |                      |              |          |  |
|  |                      |                  | Rusia   | 0                    |                  |                  |  |                      |             |             |        |                      |              |          |  |
|  | Rusia                | 2                | Rusia   | 0                    |                  |                  |  |                      |             |             |        |                      |              |          |  |
|  | Rusia                | 2                |         |                      |                  |                  |  |                      |             |             |        |                      |              |          |  |
|  | Italia               | 1                |         |                      |                  |                  |  |                      |             |             |        |                      |              |          |  |
|  | Italia               | 1                |         |                      |                  |                  |  |                      |             |             |        | Bosnia y Herzegovina | 3            |          |  |
|  |                      |                  |         |                      |                  |                  |  |                      |             |             |        | Bosnia y Herzegovina | 3            |          |  |
|  |                      |                  | Grecia  | 1                    |                  |                  |  |                      |             |             |        |                      |              |          |  |
|  | Países Bajos         | 1                | Grecia  | 1                    |                  |                  |  |                      |             |             |        |                      |              |          |  |
|  | Países Bajos         | 1                |         |                      |                  |                  |  |                      |             |             |        |                      |              |          |  |
|  | Grecia               | 2                |         |                      |                  |                  |  |                      |             |             |        |                      |              |          |  |
|  | Grecia               | 2                |         | Grecia               | 2                |                  |  |                      |             |             |        |                      |              |          |  |
|  |                      |                  |         | Grecia               | 2                |                  |  |                      |             |             |        |                      |              |          |  |
|  |                      |                  | Bélgica | 1                    |                  |                  |  |                      |             |             |        |                      |              |          |  |
|  | Estados Unidos       | 0                | Bélgica | 1                    |                  |                  |  |                      |             |             |        |                      |              |          |  |
|  | Estados Unidos       | 0                |         |                      |                  |                  |  |                      |             |             |        |                      |              |          |  |
|  | Bélgica              | 2                |         |                      |                  |                  |  |                      |             |             |        |                      |              |          |  |
|  | Bélgica              | 2                |         |                      |                  |                  |  | Grecia               | 3           |             |        |                      |              |          |  |
|  |                      |                  |         |                      |                  |                  |  | Grecia               | 3           |             |        |                      |              |          |  |
|  |                      |                  | Perú    | 0                    |                  |                  |  |                      |             |             |        |                      |              |          |  |
|  | Turquía              | 2                | Perú    | 0                    |                  |                  |  |                      |             |             |        |                      |              |          |  |
|  | Turquía              | 2                |         |                      |                  |                  |  |                      |             |             |        |                      |              |          |  |
|  | República de China   | 0                |         |                      |                  |                  |  |                      |             |             |        |                      |              |          |  |
|  | República de China   | 0                |         | Turquía              | 1                |                  |  |                      |             |             |        | Tercer lugar         | Tercer lugar |          |  |
|  |                      |                  |         | Turquía              | 1                |                  |  |                      |             |             |        | Tercer lugar         | Tercer lugar |          |  |
|  |                      |                  | Perú    | 2                    |                  |                  |  |                      |             |             |        |                      |              |          |  |
|  | Perú                 | 2                | Perú    | 2                    |                  |                  |  |                      |             |             | Israel | 3                    |              |          |  |
|  | Perú                 | 2                |         |                      |                  |                  |  |                      |             |             | Israel | 3                    |              |          |  |
|  | Ucrania              | 1                |         |                      |                  |                  |  |                      |             |             |        |                      | Perú         | 0        |  |
|  | Ucrania              | 1                |         |                      |                  |                  |  |                      |             |             |        |                      | Perú         | 0        |  |
|  |                      |                  |         |                      |                  |                  |  |                      |             |             |        |                      |              |          |  |

### Octavos de final
| Fecha    | Encuentro¹                   | Resultado | Set    | Set   | Set   | Puntuación total |
| Fecha    | Encuentro¹                   | Resultado | 1      | 2     | 3     | Puntuación total |
| -------- | ---------------------------- | --------- | ------ | ----- | ----- | ---------------- |
| 20-06-14 | Bosnia y Herzegovina - Japón | 2-0       | 25–10  | 25–23 | –     | 50-33            |
| 20-06-14 | Inglaterra - China           | 0-2       | 18-25  | 19–25 | –     | 38-50            |
| 20-06-14 | Israel - Polonia             | 2-1       | 25 –12 | 15–25 | 15–08 | 55-25            |
| 20-06-14 | Rusia - Italia               | 2-1       | 25–10  | 09–25 | 15–06 | 39-42            |
| 20-06-14 | Países Bajos - Grecia        | 1-2       | 25-23  | 20–25 | 07–15 | 52-65            |
| 20-06-14 | Estados Unidos - Bélgica     | 0-2       | 24–26  | 23–25 | –     | 47-51            |
| 20-06-14 | Turquía - República de China | 2-0       | 25-23  | 25–23 | –     | 50-46            |
| 20-06-14 | Perú - Ucrania               | 2-1       | 24 –26 | 25–23 | 15–13 | 69-62            |

### Cuartos de final
| Fecha    | Encuentro¹                   | Resultado | Set    | Set    | Set    | Puntuación total |
| Fecha    | Encuentro¹                   | Resultado | 1      | 2      | 3      | Puntuación total |
| -------- | ---------------------------- | --------- | ------ | ------ | ------ | ---------------- |
| 21-06-14 | Bosnia y Herzegovina - China | 2-1       | 25–07  | 10 –25 | 15 –11 | 55-43            |
| 21-06-14 | Israel - Rusia               | 2-0       | 25-23  | 25–20  | –      | 50-43            |
| 21-06-14 | Grecia - Bélgica             | 2-1       | 25–10  | 10–25  | 15–13  | 55-53            |
| 21-06-14 | Turquía - Perú               | 1-2       | 18– 25 | 25 –20 | 11– 15 | 54-60            |

### Semifinal
| Fecha    | Encuentro¹                    | Resultado | Set    | Set   | Set   | Set   | Set   | Puntuación total |
| Fecha    | Encuentro¹                    | Resultado | 1      | 2     | 3     | 4     | 5     | Puntuación total |
| -------- | ----------------------------- | --------- | ------ | ----- | ----- | ----- | ----- | ---------------- |
| 22-06-14 | Bosnia y Herzegovina - Israel | 3-2       | 25– 15 | 20–25 | 15–25 | 25–23 | 15–11 | 110-95           |
| 22-06-14 | Grecia - Perú                 | 3-0       | 25-16  | 25–17 | 25–15 | –     | –     | 75-52            |

### Final
| Fecha    | Encuentro¹                    | Resultado | Set   | Set   | Set    | Set   | Set | Puntuación total |
| Fecha    | Encuentro¹                    | Resultado | 1     | 2     | 3      | 4     | 5   | Puntuación total |
| -------- | ----------------------------- | --------- | ----- | ----- | ------ | ----- | --- | ---------------- |
| 23-06-14 | Bosnia y Herzegovina - Grecia | 3-1       | 25–19 | 10–25 | 25 –16 | 25–17 | –   | '85-75           |

### 3puesto
| Fecha    | Encuentro¹    | Resultado | Set   | Set   | Set   | Set | Set | Puntuación total |
| Fecha    | Encuentro¹    | Resultado | 1     | 2     | 3     | 4   | 5   | Puntuación total |
| -------- | ------------- | --------- | ----- | ----- | ----- | --- | --- | ---------------- |
| 23-06-14 | Grecia - Perú | 3-0       | 25–23 | 25–23 | 25–23 | –   | –   | '75-69           |

## Podio
| Bandera de Bosnia y Herzegovina |
| Campeón                         |
| Bosnia y Herzegovina 1º título  |

| Bandera de Israel |
| Sub-Campeón       |
| Israel            |

| Bandera de Grecia |
| 3° Lugar          |
| Grecia            |

- Datos: Q15919275